# Elachisoma kerteszi
Elachisoma kerteszi är en tvåvingeart som först beskrevs av Oswald Duda 1924.  Elachisoma kerteszi ingår i släktet Elachisoma och familjen hoppflugor. Inga underarter finns listade i Catalogue of Life.